# Hang Seng Bank
Hang Seng Bank Limited (kinesisk: 恒生銀行有限公司) (HKEX: 0011, OTC Pink: HSNGY) er Hongkongs næststørste bank. Virksomheden er børsnoteret men majoriteten (62,14 % af aktierne) er ejet af HSBC gennem Hongkong and Shanghai Banking Corporation. Hang Seng-aktien er også en af aktierne i Hang Seng Index og i S&P Asia 50 aktieindekserne. Hovedsædet er i det det centrale Hongkong.

## Historie
- 1933 Hang Seng åbner en simpel vekselerforretning i Hongkong.
- 1952 Hang Seng bliver et limited company engageret i bankdrift.
- 1960 Hang Seng Bank bliver et public company.
- 1965 Hang Seng Bank rammes af et bank run, som medfører at banken mister en fjerdedel af sine indlån. Hongkong and Shanghai Banking Corporation (HSBC) overtager 51 % af Hang Seng Bank for 51 mio. HKD.
- 1972 Hang Seng Bank børsnoteres på Hong Kong Stock Exchange.
- 1985 Hang Seng Bank åbner et repræsentationskontor i Shenzhen i Kina.
- 1995 Hang Seng Bank åbner sin første afdeling på fastlandet i Guangzhou.
- 1997 Hang Seng Bank åbner en afdeling i Shanghai.
- 2003 Hang Seng Bank åbner en afdeling i Nanjing og Macau.
- 2004 Hang Seng Bank overtager 15,98 % af Industrial Bank (China) i Fujian og åbner en afdeling i Fuzhou.
- 2005 Hang Seng Bank opgraderer sit repræsentationskontor i Beijing til en afdeling.
- 2007 Hang Seng Bank (China) Company Limited kommer til verden.